# Tipula membranifera
Tipula membranifera är en tvåvingeart som beskrevs av Alexander 1936. Tipula membranifera ingår i släktet Tipula och familjen storharkrankar. Inga underarter finns listade i Catalogue of Life.